# Saison 35 des Simpson
Chronologie
Saison 34 Saison 36
La trente-cinquième saison de la série télévisée d'animation Les Simpson est diffusée aux États-Unis entre le 1er octobre 2023 et le 19 mai 2024 sur le réseau Fox. Elle est annoncée, en même temps que la saison 36, le 26 janvier 2023. La saison sort le 10 juillet 2024 sur Disney+.

## Épisodes
| № | #  | Titre                                                                                        | Réalisation         | Scénario                                      | Première diffusion                         | Code de prod. | Audience |
| --- | -- | -------------------------------------------------------------------------------------------- | ------------------- | --------------------------------------------- | ------------------------------------------ | ------------- | -------- |
| 751 | 1  | Homer passeur scolaire Homer's Crossing                                                      | Steven Dean Moore   | Cesar Mazariegos                              | 1er octobre 2023 10 juillet 2024 (Disney+) | OABF18        | 3,58     |
| Après qu’Otto ait mangé des brownies au LSD, les élèves de l'école élémentaire de Springfield sont obligés de marcher jusqu’à l’école sous la supervision des agents de circulation, avec Homer qui se joint accidentellement à eux comme parent volontaire. Au début, la situation semble difficile, mais quand Homer sauve la vie de Ralph, les agents de circulation deviennent une association renommée en ville, accaparant progressivement les financements de Springfield. Homer commence aussi à avoir une opinion un peu trop élevée de lui-même. |    |                                                                                              |                     |                                               |                                            |               |          |
| 752 | 2  | Songe d'une nuit d'enfance A Mid-Childhood Night's Dream                                     | Matthew Faughnan    | Carolyn Omine                                 | 8 octobre 2023 10 juillet 2024 (Disney+)   | OABF16        | 1,11     |
| Marge attrape une intoxication alimentaire après une réunion avec Miss Peyton concernant l'entrée prochaine de Bart au collège. Cela lui provoque des cauchemars fiévreux sur ses enfants grandissant trop vite et quittant la maison, la laissant seule. En même temps, elle doit aider à préparer l'événement Bounce-A-Thon de l'école. |    |                                                                                              |                     |                                               |                                            |               |          |
| 753 | 3  | Maison de maître et femme McMansion & Wife                                                   | Debbie Bruce Mahan  | Dan Vebber                                    | 22 octobre 2023 10 juillet 2024 (Disney+)  | OABF20        | 1.02     |
| Homer devient méfiant envers un nouveau voisin qui veut devenir son ami et possède une concession de voitures de sport, craignant qu'il ne cherche à lui vendre une voiture chère. Mais en baissant sa garde, Homer découvre qu'il y avait une autre motivation liée directement à la propriété voisine. Pendant ce temps, après que Nelson ait intensifié ses brimades, Lisa utilise la technologie pour le contrer, mais Nelson fait appel à Hubert Wong pour riposter. |    |                                                                                              |                     |                                               |                                            |               |          |
| 754 | 4  | Le Piège de la soif : Une histoire d'amour en entreprise Thirst Trap: A Corporate Love Story | Timothy Bailey      | Rob LaZebnik                                  | 29 octobre 2023 10 juillet 2024 (Disney+)  | OABF21        | 1.06     |
| Dans un documentaire parodique, une jeune PDG ayant abandonné ses études adhère à la philosophie de la Silicon Valley « faites semblant jusqu'à ce que vous y parveniez » et ensorcelle M. Burns pour qu'il finance son projet de rêve très douteux. |    |                                                                                              |                     |                                               |                                            |               |          |
| 755 | 5  | Simpson Horror Show XXXIV (Spécial d'Halloween XXXIV) Treehouse of Horror XXXIV              | Rob Oliver          | Jeff Westbrook, Jessica Conrad, et Dan Vebber | 5 novembre 2023 10 juillet 2024 (Disney+)  | OABF17        | 4.38     |
| "Wild Barts Can't Be Token" : Le musée de Springfield ferme et transforme ses œuvres en NFT. Bart se retrouve impliqué dans cette transformation, et Marge doit intervenir pour arranger la situation. Des aventures numériques inattendues les attendent. "Hu8it" : Lisa, devenue professeure de psychologie criminelle, est appelée à résoudre une série de meurtres troublants. Chaque victime est marquée d'un message mystérieux. Dépassée, Lisa se tourne vers un allié improbable, Tahiti Bob, pour obtenir des indices. La chasse au tueur l'emmène dans des endroits inattendus et dévoile des secrets sombres. "Pets de Cèpes" : Après avoir mangé un donut radioactif à la centrale, Homer déclenche une épidémie transformant les habitants en clones de lui-même. Bart, Lisa et Maggie, épargnés, unissent leurs forces avec le Professeur Frink pour sauver Springfield. |    |                                                                                              |                     |                                               |                                            |               |          |
| 756 | 6  | Iron Marge                                                                                   | Matthew Faughnan    | Mike Scully                                   | 12 novembre 2023 10 juillet 2024 (Disney+) | OABF22        | 1.92     |
| Lorsque Marge est moquée par les femmes du quartier parce que ses enfants ne lui ont offert que des cadeaux faits maison, Bart et Lisa décident de lui acheter un beau cadeau d'anniversaire. Cependant, ils dépensent l'argent de son anniversaire pour un kit d'espionnage à la place. Après avoir entendu Marge confier à Ned qu'elle a l'impression que sa famille la considère comme une seconde pensée, Bart et Lisa, pleins de remords, cherchent à en savoir plus sur le passé de leur mère pour se racheter avec des résultats divers. Pendant ce temps, Kirk remercie Homer de l'avoir sauvé d'un fil électrique dénudé. Homer commence alors à chercher d'autres dangers à Springfield pour alerter tout le monde, ce qui conduit à semer la panique dans toute la ville.                                                                                                   |    |                                                                                              |                     |                                               |                                            |               |          |
| 757 | 7  | Une vie pleine de gaffes It's a Blunderful Life                                              | Matthew Nastuk      | Elisabeth Kiernan Averick                     | 19 novembre 2023 10 juillet 2024 (Disney+) | OABF19        | 1,11     |
| Lisa raconte comment Homer a été le bouc émissaire d'une panne de courant qui a plongé Springfield dans l'obscurité quelques jours avant Thanksgiving. |    |                                                                                              |                     |                                               |                                            |               |          |
| 758 | 8  | La Romance de Bonny AE Bonny Romance                                                         | Matthew Nastuk      | Michael Price                                 | 3 décembre 2023 10 juillet 2024 (Disney+)  | 35ABF02       | 3.16     |
| Lorsque le gardien Willie est kidnappé en Écosse, Bart et les Simpson le suivent – pour découvrir que ce qui les attend est le pire cauchemar d'Homer. Invités vedettes : Karen Gillan dans le rôle de Maisie, Paul Higgins dans le rôle de Hamish et David Tennant dans le rôle de Pa MacWeldon. |    |                                                                                              |                     |                                               |                                            |               |          |
| 759 | 9  | Meurtre en eaux troubles Murder, She Boat                                                    | Chris Clements      | Broti Gupta                                   | 17 décembre 2023 10 juillet 2024 (Disney+) | 35ABF04       | 2.08     |
| À la demande de Lisa, la famille Simpson embarque sur un paquebot à thème pop culture où se trouve Taika Waititi. Le vendeur de BD y dévoile sa dernière fierté : une figurine rare de Radioactive Man fabriquée par erreur avec des griffes de Wolverine. Mais lorsque la précieuse figurine est décapitée peu après sa présentation, Bart devient le principal suspect à cause d'une altercation récente avec Le vendeur de BD. Lisa se lance alors dans une enquête pour découvrir la vérité. Remarque : Cet épisode est dédié à la mémoire de Norman Lear décédé le 5 décembre 2023. |    |                                                                                              |                     |                                               |                                            |               |          |
| 760 | 10 | Fais ce qu'il ne faut pas faire Do the Wrong Thing                                           | Rob Oliver          | Joel H. Cohen                                 | 24 décembre 2023 10 juillet 2024 (Disney+) | 35ABF01       | 5,41     |
| Homer et Bart se rapprochent en devenant des tricheurs professionnels lors d'événements sportifs ouvriers, ce qui rend Marge suspicieuse quand Homer continue de gagner des compétitions dans des disciplines qu'il n'a jamais pratiquées. Pendant ce temps, Lisa essaie d'intégrer le programme de camp d'été de l'Université de Springfield. |    |                                                                                              |                     |                                               |                                            |               |          |
| 761 | 11 | Le Monstre de Frinkenstein Frinkenstein's Monster                                            | Steven Dean Moore   | Joel H. Cohen                                 | 18 février 2024 10 juillet 2024 (Disney+)  | 35ABF03       | 0.76     |
| Le professeur Frink aide secrètement Homer, grâce à un entretien Zoom, à décrocher un poste de haut niveau dans une centrale nucléaire ultramoderne à Shelbyville. Mais comme Homer n'a pas les compétences nécessaires pour réellement effectuer le travail, Frink doit surveiller la situation de travail d'Homer à distance et dicter chacun de ses mots… faisant craindre à Frink d'avoir créé un monstre. |    |                                                                                              |                     |                                               |                                            |               |          |
| 762 | 12 | Lisa pro de la F1 Lisa Gets an F1                                                            | Timothy Bailey      | Ryan Koh                                      | 25 février 2024 10 juillet 2024 (Disney+)  | 35ABF05       | 0.87     |
| Lisa participe à une course de karting et doit surmonter ses peurs liées à la conduite imprudente de son père, Homer. Avec l’aide d’une thérapeute, elle découvre le karting et commence à y prendre goût, progressant jusqu’aux compétitions professionnelles. Pendant ce temps, Bart se lie d’amitié avec un rival de Lisa pour en tirer profit, mais des tensions et des sabotages compliquent la situation. Homer, inquiet pour la sécurité de Lisa, finit par la soutenir, menant à une fin pleine d’action et de réconciliations familiales. |    |                                                                                              |                     |                                               |                                            |               |          |
| 763 | 13 | Le Clan de la maman des cavernes Clan of the Cave Mom                                        | Rob Oliver          | Brian Kelley                                  | 24 mars 2024 10 juillet 2024 (Disney+)     | 35ABF06       | 0.69     |
| Marge assiste avec les enfants de l'école élémentaire de Springfield à un film en 4D sur l'Âge de Pierre, où Bart met Milhouse dans l'embarras. Lorsque Milhouse obtient des billets pour un concert de Violencia Gigante, Luann interdit à Bart de l'accompagner après l'incident. Cela déclenche une guerre entre Marge et Luann concernant leurs fils respectifs, Marge étant influencée par le film en 4D pour imaginer une version hypothétique de sa famille inspirée des cavernes, alimentant ainsi sa colère, même lorsqu'elle imagine son alter ego de femme des cavernes sauvant ses enfants d'un loup féroce. |    |                                                                                              |                     |                                               |                                            |               |          |
| 764 | 14 | La Nuit du salaire minimum vital Night of the Living Wage                                    | Chris Clements      | Cesar Mazariegos                              | 7 avril 2024 10 juillet 2024 (Disney+)     | 35ABF07       | 0,83     |
| |    |                                                                                              |                     |                                               |                                            |               |          |
| 765 | 15 | Jour de crémation Cremains of the Day                                                        | Gabriel DeFrancesco | John Frink                                    | 21 avril 2024 10 juillet 2024 (Disney+)    | 35ABF09       | 0.97     |
| Homer et ses amis passent une journée normale à la taverne de Moe, mais tout change quand ils découvrent quelque chose de choquant. Cela les entraîne dans une aventure inattendue avec des moments de tension et de réflexion. À la fin, ils réalisent quelque chose d’important sur leur amitié. |    |                                                                                              |                     |                                               |                                            |               |          |
| 766 | 16 | La Culotte révélatrice The Tell-Tale Pants                                                   | Steven Dean Moore   | Al Jean                                       | 5 mai 2024 10 juillet 2024 (Disney+)       | 35ABF10       | 0,85     |
| Se sentant peu appréciée par sa famille et agacée par Homer, Marge découvre que Homer possède une paire rare de pantalons bleus qu'elle peut vendre pour des milliers de dollars. Lorsqu'elle le fait, elle décide de garder l'argent pour elle et l'utilise pour acheter une bague coûteuse, mais elle finit par se sentir coupable. Pendant ce temps, Homer se retrouve avec de la chance en portant des survêtements à la place. |    |                                                                                              |                     |                                               |                                            |               |          |
| 767 | 17 | Le Problème des pourboires The Tipping Point                                                 | Matthew Nastuk      | J. Stewart Burns                              | 12 mai 2024 10 juillet 2024 (Disney+)      | 35ABF11       | 0,72     |
| Homer donne par erreur un pourboire de 10 000 dollars à une serveuse, faisant de sa générosité involontaire un phénomène viral en ligne et le rendant l'homme le plus populaire en ville. Malgré les avertissements de Marge sur le fait qu'ils ne peuvent pas se le permettre, Homer devient obsédé par le pourboire, ce qui le pousse à fuir quand il se rend compte qu'il ne peut plus s'arrêter. |    |                                                                                              |                     |                                               |                                            |               |          |
| 768 | 18 | Le Cerveau de Bart Bart's Brain                                                              | Mike Frank Polcino  | Dan Vebber                                    | 19 mai 2024 10 juillet 2024 (Disney+)      | 35ABF12       | 0.62     |
| Bart vend quelques vieux effets militaires d'Abraham à Herman en échange d'un cerveau humain dans un bocal. Initialement utilisé pour des farces, Bart s'attache bientôt au cerveau et le considère comme son nouveau meilleur ami, au point de perturber tous ceux autour de lui et de faire honte à sa famille. |    |                                                                                              |                     |                                               |                                            |               |          |